# Пушкин, Алексей Юрьевич
Алексей Юрьевич Пушкин (род. 5 сентября 1969) — российский актёр театра и кино.

## Биография
Алексей Пушкин родился 5 сентября 1969 года.
В 1994 году окончил театральное училище имени Б. В. Щукина (педагог — Иванов В. В.).
После окончания училища поступил в труппу Московского Академического Театра имени Евгения Вахтангова.

## Театр
- «Варвары» — Максима Горького — Гочин
- «Жизнь есть сон» — Педро Кальдерона — Клотальдо
- «Левша» — Николая Лескова — Скороход
- «Принцесса Турандот» Карло Гоцци) — Тимур

## Фильмография
- 1992 — «Риск без контракта»
- 1992 — «Сумасшедшая любовь» — эпизод
- 1995 — «Летние люди» — певец
- 1998 — «Окраина» — Панька Морозов[2]
- 2001 — «Гражданин начальник» — Сергей Звенигородцев, «Зомби»
- 2004 — «Курсанты» — эпизод
- 2004 — «Штрафбат» — Александр Владимирович Сазонов, пленный капитан РККА, позже – власовец
- 2006—2007 — «Моя Пречистенка» — Дзержинский